# Andamáni füleskuvik
Az andamáni füleskuvik (Otus balli) a madarak (Aves) osztályának a bagolyalakúak (Strigiformes) rendjéhez, ezen belül a bagolyfélék (Strigidae) családjához tartozó faj.

## Rendszerezése
A fajt Allan Octavian Hume skót ornitológus írta le 1873-ban, az Ephialtes nembe Ephialtes Balli néven. Tudomos faji nevét Valentine Ball tiszteletére kapta. 

## Előfordulása
Az Indiához tartozó Andamán-szigetek területén honos. Természetes élőhelyei a szubtrópusi és trópusi síkvidéki esőerdők, valamint vidéki kertek és városi régiók. Magassági vonuló.

## Megjelenése
Testhossza 19 centiméter.

## Életmódja
Elsősorban hernyókkal, bogarakkal és más rovarokkal táplálkozik.

## Természetvédelmi helyzete
Az elterjedési területe kicsi, egyedszáma viszont stabil. A Természetvédelmi Világszövetség Vörös listáján nem fenyegetett fajként szerepel.

## További információ
- Képek az interneten a fajról
- Xeno-canto.org - a faj hangja és elterjedési területe